# Quỳnh Ngọc, Quỳnh Phụ
Quỳnh Ngọc là một xã thuộc huyện Quỳnh Phụ, tỉnh Thái Bình, Việt Nam.
Xã có diện tích tự nhiên là 7,93 km², dân số năm 1999 là 9448 người, mật độ dân số đạt 1191 người/km².
Quỳnh Ngọc là một xã nằm ở phía tây huyện Quỳnh Phụ. Có tổng dân số là 3.900 hộ với 10.890 nhân khẩu, dân cư được chia thành 10 thôn, tổng thu nhập bình quân đầu người trên năm là 47,5 triệu đồng.. xã có trục đường 452 chạy qua với chiều dài là 4,1 km nối liền với các xã, là địa phương có thị trường, Bến bãi đã tạo cho Quỳnh Ngọc có nhiều thuận lợi trong việc phát triển kinh tế, văn hóa xã hội cũng như tiếp thu khoa học, công nghệ vào sản xuất và giao lưu hàng hóa, tăng khả năng thu hút nguồn vốn đầu tư của các tổ chức và cá nhân.